# Bessey-la-Cour
Bessey-la-Cour è un comune francese di 73 abitanti situato nel dipartimento della Côte-d'Or nella regione della Borgogna-Franca Contea.

## Società

### Evoluzione demografica
Abitanti censiti